# Julia Claussen
Julia Claussen, z d. Ohlson (ur. 11 czerwca 1879 w Sztokholmie, zm. 1 maja 1941 tamże) – szwedzka śpiewaczka operowa, mezzosopran.

## Życiorys
W latach 1897–1902 studiowała w Królewskiej Akademii Muzycznej w Sztokholmie. Od 1903 do 1905 roku studiowała także w Berlinie. Debiutowała w 1903 roku jako Leonora w Faworycie Gaetano Donizettiego w Operze Królewskiej w Sztokholmie, z którą pozostała związana przez następną dekadę. W latach 1912–1914 i 1915–1917 występowała w operze w Chicago. W 1914 roku wystąpiła w Covent Garden Theatre w Londynie. Od 1917 do 1932 roku związana była z nowojorską Metropolitan Opera. W 1934 roku wróciła do Szwecji i otrzymała stanowisko profesora Królewskiej Akademii Muzycznej w Sztokholmie.
W jej repertuarze znajdowały się m.in. partie tytułowe Carmen Bizeta oraz Samsonie i Dalili Saint-Saënsa, a także role w operach Richarda Wagnera.